# Lista de representantes permanentes da Guiana nas Nações Unidas
Esta é uma lista de representantes permanentes da Guiana, ou outros chefes de missão, junto da Organização das Nações Unidas em Nova Iorque.
A Guiana foi admitida como membro das Nações Unidas a 20 de setembro de 1966.
| Início | Término | Representante permanente (Chefe de missão) | Cargo                        | Credenciais |
| ------ | ------- | ------------------------------------------ | ---------------------------- | ----------- |
| 1966   | 1966    | John Carter                                | Representante permanente     | 1966-09-21  |
| 1967   | 1968    | Eustace Adolphe Braithwaite                | Representante permanente     | 1967-01-04  |
| 1969   |         | Aloysius Paterson Thompson                 | Representante permanente     | 1969-08-19  |
| 1971   |         | Frederick Hilborn Talbot                   | Representante permanente     | 1971-07-19  |
| 1973   |         | Rashleigh Esmond Jackson                   | Representante permanente     | 1973-01-30  |
| 1979   |         | Noel G. Sinclair                           | Representante permanente     | 1979-03-07  |
| 1987   | 1993    | Samuel R. Insanally                        | Representante permanente     | 1987-02-18  |
| 1993   | 1993    | Janet Jagan                                | Encarregada de negócios a.i. | -           |
|        |         | Jennifer L. Wills                          | Encarregada de negócios a.i. | -           |
| …      | …       |                                            |                              |             |
| 2012   | 2016    | George Wilfred Talbot                      | Representante permanente     | 2012-01-18  |
| 2016   | atual   | Rudolph Michael Ten-Pow                    | Representante permanente     | 2016-08-22  |